# 原子力工学科
原子力工学科（げんしりょくこうがくか）は、大学の学科の一つ。原子力工学の教育、研究がなされる。日本の多くの大学で、工学部、理工学部に属している。近年では、原子力工学教育を施す学科でも原子力工学科と名乗らなくなっている。
なお、民間における本格的な研究用原子炉を1961年12月に立教大学が「立教大学原子力研究所」として運用を開始し2001年に稼働を停止。現在は廃止措置中。

## 原子力工学科を持つ日本の大学

### 私立
- 東京都市大学 工学部 原子力安全工学科
- 福井工業大学 工学部 原子力技術応用工学科

## 原子力工学に関連する学科を持つ日本の大学

### 国立
- 東京大学 工学部 システム創成学科 環境・エネルギーシステム
- 京都大学 物理工学科 原子核工学コース
- 東北大学 工学部 機械知能・航空工学科 量子サイエンスコース
- 北海道大学 工学部 機械知能工学科 機械システムコース
- 九州大学 工学部 エネルギー科学科
- 大阪大学 工学部 環境・エネルギー工学科
- 名古屋大学 物理工学科 量子エネルギー工学コース
- 東京工業大学 工学部 国際開発工学科[要出典]
- 金沢大学 理工学域 物質化学類 化学コース
- 筑波大学 理工学群 工学システム学類
- 福井大学 工学部 機械・システム工学科 原子力安全工学コース

### 私立
- 八戸工業大学 工学部 原子力工学プログラム

プログラム科目として開講される科目と各コースに設定された科目を履修することで、卒業時に原子力工学プログラム修了証が授与される。
- 近畿大学 理工学部 電気電子工学科 エネルギー・環境コース

1961年～2001年まで理工学部に原子炉工学科が設置されていた。2002年の学科再編で電気電子工学科に統合。
- 大阪工業大学 工学部 機械工学科 伝熱工学研究室[要出典]